# ريكيشي (مصارع)
ريكيشي (بالإنجليزية: Rikishi)‏ مصارع ساموا أمريكي محترف (11 أكتوبر 1965) . وهو مسجل لدى المصارعة العالمية الترفيهية WWE . له ولدان توأم هما المصارعان جيمي اوسو وجاي اوسو دخل قاعة المشاهير عام 2015 .

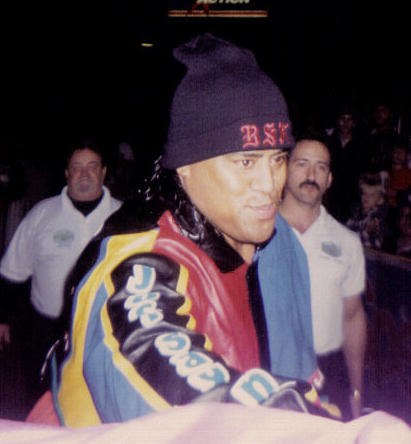
فاتو خلال كتابه "فرقا" وسيلة للتحايل في 1995

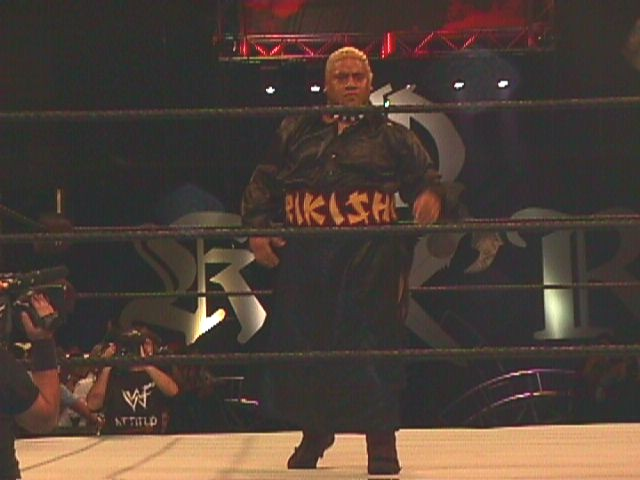
ريكيشي في مهرجان ملك الحلبة في عام 2000

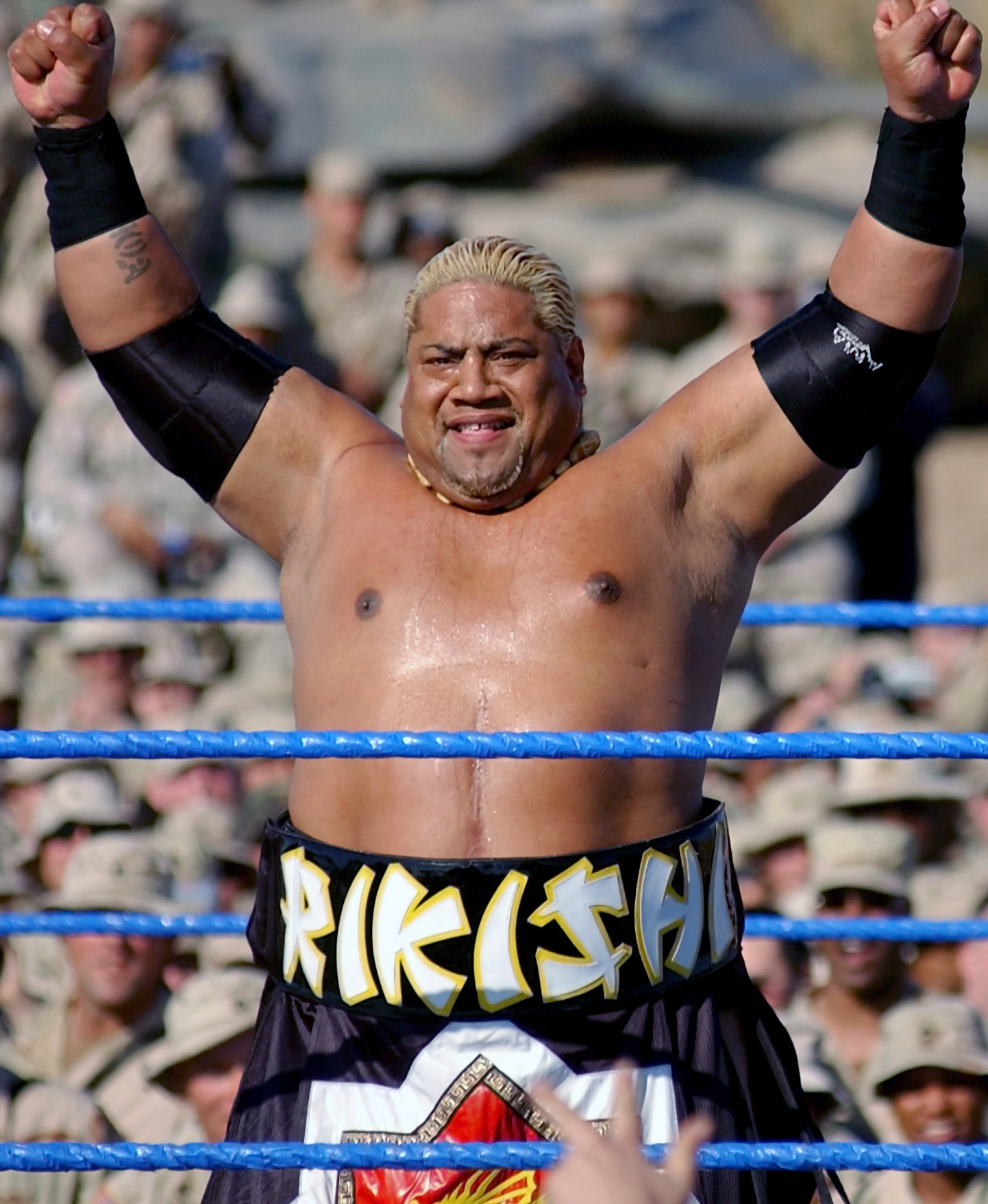
ريكيشي في مهرجان تحية للقوات في عام 2004

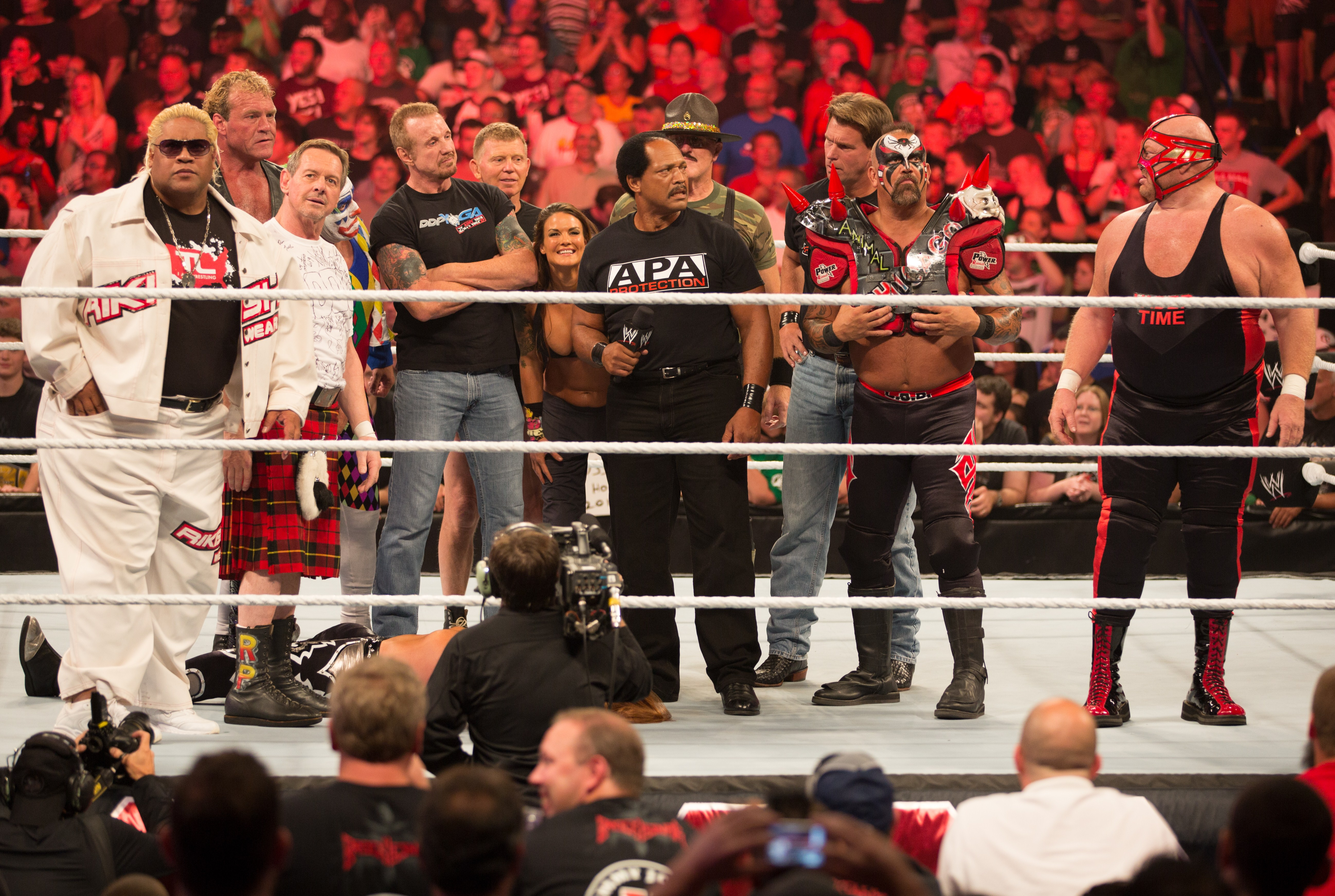
ريكيشي في أقصى اليسار في عرض الراو عام 2012

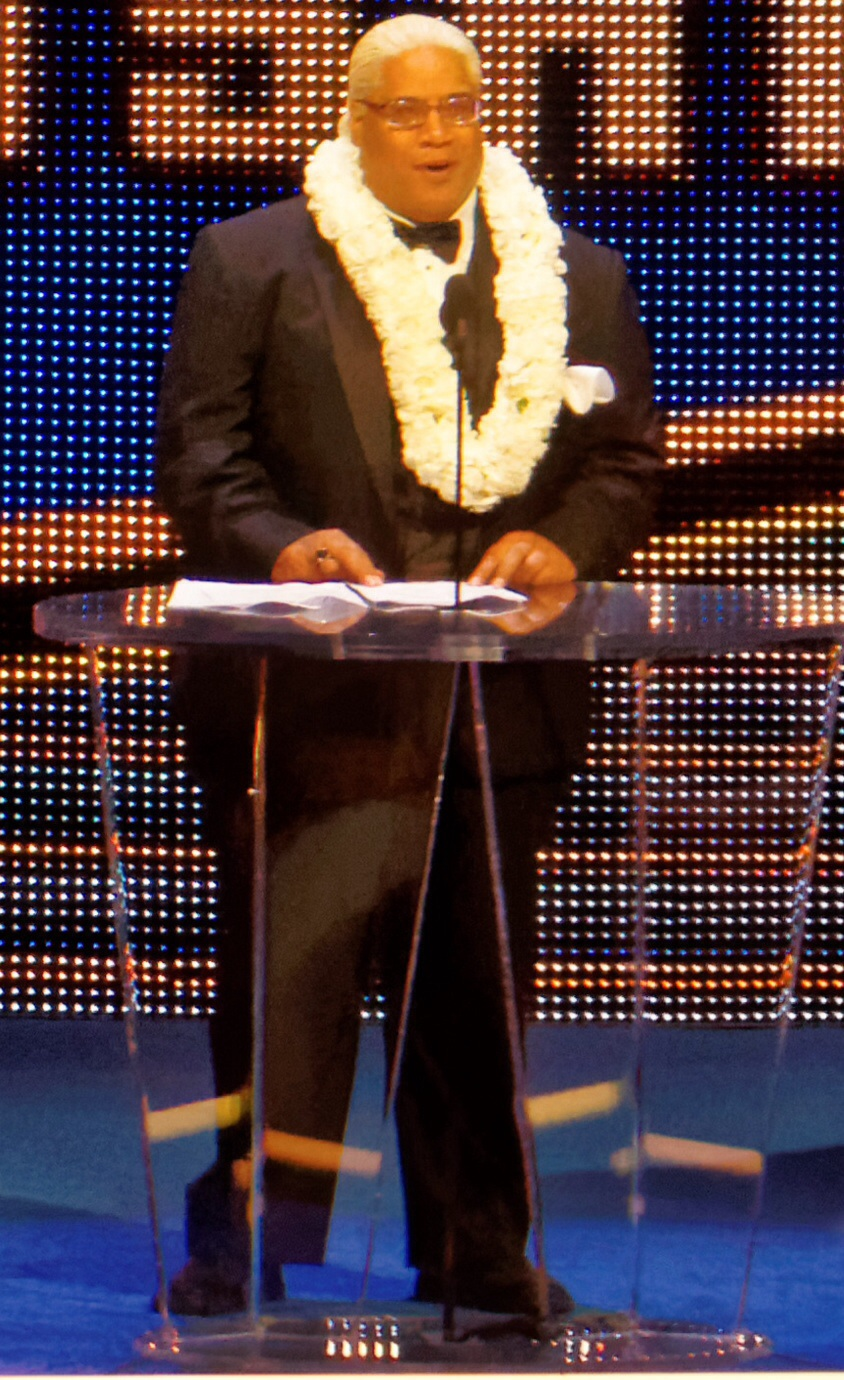
ركيشي في قاعة المشاهير عام 2015.

## روابط خارجية
- ريكيشي على موقع IMDb (الإنجليزية)
- ريكيشي على موقع ميوزك برينز (الإنجليزية)
- ريكيشي على موقع ديسكوغز (الإنجليزية)
- ريكيشي على موقع قاعدة بيانات الفيلم (الإنجليزية)
- ريكيشي على موقع دبليو دبليو إي (الإنجليزية)
- ريكيشي على موقع WrestlingData.com (الإنجليزية)
- ريكيشي على موقع CageMatch worker (الإنجليزية)
- ريكيشي على موقع قاعدة بيانات المصارعة على الإنترنت (الإنجليزية)
- ريكيشي على موقع عالم المصارعة على الإنترنت (الإنجليزية)
- ريكيشي على موقع عالم المصارعة على الإنترنت (الإنجليزية)

- WWE profile
- Rikishi Interview